# 스타워즈 에피소드 3: 시스의 복수
《스타 워즈 에피소드 3: 시스의 복수》(영어: Star Wars Episode III: Revenge of the Sith)는 2005년 미국에서 제작된 공상 과학 판타지 서사 영화이다. 조지 루커스가 감독, 각본, 기획, 제작을 맡았다. 1999년 《스타 워즈》 프리퀄 시리즈가 시작된 지 6년 만에 3부작으로 마무리하는 동시에 오리지널 3부작을 합하여 총 6부작의 시리즈를 마감하는 작품이기도 하다.

## 줄거리
모든 제다이 기사들은 클론 군대를 각각 나눠 맡은 뒤 부대를 이끌고 은하계 각지로 흩어져 분리주의 연맹의 드로이드 군대와 3년 동안 전쟁을 치러오고 있는 중이다. 클론 전쟁의 결과로 은하 공화국은 거의 붕괴 직전의 상황까지 오게 되었다. 분리주의 연맹의 그리버스 장군은 은하 공화국의 수도로 침략하여 팰퍼틴 의장을 납치하고 빠져나가려 한다. 이에 두 명의 제다이 기사, 오비완 케노비와 아나킨 스카이워커가 나서서 저지시키고 의장을 구출해 낸다. 한편, 아나킨의 연인 파드메 아미달라는 그의 아이를 임신한 사실을 알게 된다. 제다이 기사로서 높은 경지에 올랐다고 생각한 아나킨은 제다이 원로회로부터 제다이 마스터 자격 심사를 통과하지 못한다. 인격적으로 미성숙된 채 욕심이 앞서 포스의 어둠에 취약한 아나킨은 점차 분노와 불신을 키우기 시작한다. 제다이 원로회는 부쩍 수상해진 팰퍼틴 의장을 의식하고서 아나킨에게 그를 감시하라는 임무를 부여한다. 팰퍼틴 의장은 아나킨의 그러한 면을 알고서 악의 세력으로 조금씩 끌어들이기 시작한다. 그리고 그를 다스 베이더로 만든다.그는 연인을 지키려다 오히려 연인을 잃었다. 아나킨 스카이워커를 악의 포스로 끌여들인 팰퍼틴은 제다이를 사살하기 시작한다. 사실 분리주의 연맹군을 처치하라고 보낸것은 팰퍼틴 의장의 함정이였다. 오더66작전을 실행하여 원래 의장의 편이였던 클론군대는 제다이를 몰살하기 시작한다. 그리고 팰퍼틴은 의회를 장악하게 되고, 요다와 결투를 하여 요다는 행성에 숨어들게 된다..

## 출연진
| 배우              | 등장 인물                       | 인물 설명                                     |
| ----------------- | ------------------------------- | --------------------------------------------- |
| 이완 맥그리거     | 오비완 케노비                   | 제다이 마스터                                 |
| 내털리 포트먼     | 파드메 아미달라                 | 은하 공화국 의회 의원                         |
| 헤이든 크리스텐슨 | 아나킨 스카이워커 / 다스 베이더 | 제다이 기사 / 시스                            |
| 이언 맥더미드     | 팰퍼틴 / 다스 시디어스          | 은하 공화국 의장 → 은하 제국 황제 / 시스 로드 |
| 프랭크 오즈       | 요다                            | 제다이 원로회 의원                            |
| 새뮤얼 L. 잭슨    | 메이스 윈두                     | 제다이 원로회 의원                            |
| 크리스토퍼 리     | 두쿠 백작 (다스 티라누스)       | 전 제다이 마스터, 현 분리주의 연맹 대표       |
| 매슈 우드         | 그리버스 장군                   | 분리주의 연맹 군대 사령관                     |
| 케니 베이커       | R2-D2                           | 아미달라의 드로이드                           |
| 앤서니 대니얼스   | C-3PO                           | 아나킨 스카이워커의 드로이드                  |
| 제임스 얼 존스    | 다스 베이더 목소리              | 시스                                          |

## 불명예
《스타 워즈 에피소드 3: 시스의 복수》는 《클론의 습격》에 이어 골든 라즈베리 상을 수상하였다.
| 연도 | 주최국 | 주관             | 수상 부문                              | 주석  |
| ---- | ------ | ---------------- | -------------------------------------- | ----- |
| 2006 | 미국   | 골든 라즈베리 상 | 최악의 남우 조연상 (헤이든 크리스텐슨) | [ 3 ] |

## 최고의 영화 선정 리스트
| 연도 | 주최국 | 주관            | 선정 내용                   | 순위  | 주석  |
| ---- | ------ | --------------- | --------------------------- | ----- | ----- |
| 2008 | 영국   | 《엠파이어》    | 역대 가장 위대한 영화 500선 | 330위 | [ 4 ] |
| 2008 | 일본   | 《키네마 준보》 | 올해의 외국 영화 10선       | 8위   |       |

## 같이 보기
- 스타 워즈 배역 목록
- 스타 워즈 캐릭터
- 제다이
- 시스
- 포스
- 광검
- 클론 군대
- 클론 전쟁
- 《스타 워즈: 클론 전쟁》(2003년 TV 시리즈)
- 《스타 워즈: 클론 전쟁》(2008년 장편 애니메이션 영화)
- 《스타 워즈: 클론 전쟁》(2008년 TV 시리즈)